# Achille Varzi
Achille Varzi (8. srpna 1904 - 1. července 1948) byl italský motocyklový a  automobilový závodník. Začínal jako motocyklový závodník, od roku 1926 začal závodit i s automobily. Jezdil za Scuderia Nuvolari (Bugatti), Automobiles Ettore Bugatti, SA Alfa Romeo, Scuderia Ferrari (Alfa Romeo), Maserati a Auto Union. V letech 1929-1930 a 1934 získal titul mistra Itálie. Jako první v historii dokázal během jediné sezóny vyhrát Targa Florio i Mille Miglia (1934). 

## Životopis
Achille Varzi se narodil v Galliate v provincii Novara (Piemont) a byl synem podnikatele v textilu. Syn Giuseppiny Colli Lanzi a Menotti Varziho, bohatého výrobce bavlny a textilu, majitele rodinného podniku Rossari e Varzi založeném jeho bratrem, senátorem Ercolem Varzim. První motocykl dostal od otce, když byl ještě malý kluk, na dojíždění do školy.  
Varzi byl kontroverzní postavou, téměř se nesmál a byl tvrdý jak na své přátele, tak na sebe. Říká se, že byl chorobně nesmělý a výsledkem toho bylo jeho chladnokrevné vystupování a přílišná vážnost. V letech 1926-30 souběžně a úspěšně závodil na motocyklech i automobilech, což v historii motoristických závodů v podstatě nemá obdoby. Na návrh ministerské předsedy Mussoliniho z roku 1930 byl v roce 1931 Achille Varzi mj. za vítězství na Targa Florio 1930 (společně Tazio Nuvolarim, ten v roce 1930 vyhrál Mille Miglia) vyznamenám italským králem Viktorem Emanuelem III. titulem Cavalieri della Corona d´Italia (Rytíř Řádu italské koruny).
Po úspěšných létech s Bugatti a s italskými vozy Alfa Romeo a Maserati podepsal pro roky 1935-7 smlouvu s německým hegemonem Auto Union, finančně podporovaným nacistickým Německem. Ale dělal zde pouze "křoví" pro německé favority Bernda Rosemeyera a Hanse Stucka. Pro závěr tohoto angažmá se uvádí, že měl vážné osobní problémy, včetně závislosti na morfiu. Absolvoval i těžký románek s Ilse Pietschovou, manželkou kolegy řidiče Paula Pietsche. V roce 1938 zmizel z dohledu závodních tratí (v roce 1938 ještě nedojel na Maserati Velkou cenu Tripolisu v Libyi a na GP Francie, byť přihlášen, nestartoval) a příchod druhé světové války zcela ukončil automobilové závody v Evropě. Během války Varzi překonal svou drogovou závislost a se svou manželkou, kterou si vzal koncem léta 1940, Normou Colombovou se tzv. usadil. 
Po válce se Varzi pozoruhodně vrátil do automobilových závodů, ale významnějších úspěchů už nedosáhl. Startoval jako soukromník (Varzi Racing) v Argentině a v Brazílii v letech 1946-7 na lokálních závodech, byť v roce 1947 s vozem Alfa Romeo 308 zde 2x vyhrál (I Circuito Internacional Interlagos a Grand Prix Ciudad de Rosario). Na Gran Premio Internacional San Martín (Autódromo General José de San Martín) v Argentině skončil na 2. místě. V roce 1946 se pokusil uspět s Maserati ve "staré cihelně" v Indianapolis, ale nedokázal se kvalifikovat. V Evropě startoval v letech 1946-7 v několika Velkých cenách (Švýcarsko, Belgie, Itálie), kde vždy s Alfou Romeo 158 obsadil 2. místa, ale ve 3 menších závodech i zvítězil: III. Gran Premio del Valentino (1946) a Grand Prix Bari (1947), Grand Prix Turína (1947). Na tréninku pro Velkou cenu Švýcarska 1948 zahynul ve věku nedožitých 44 let.

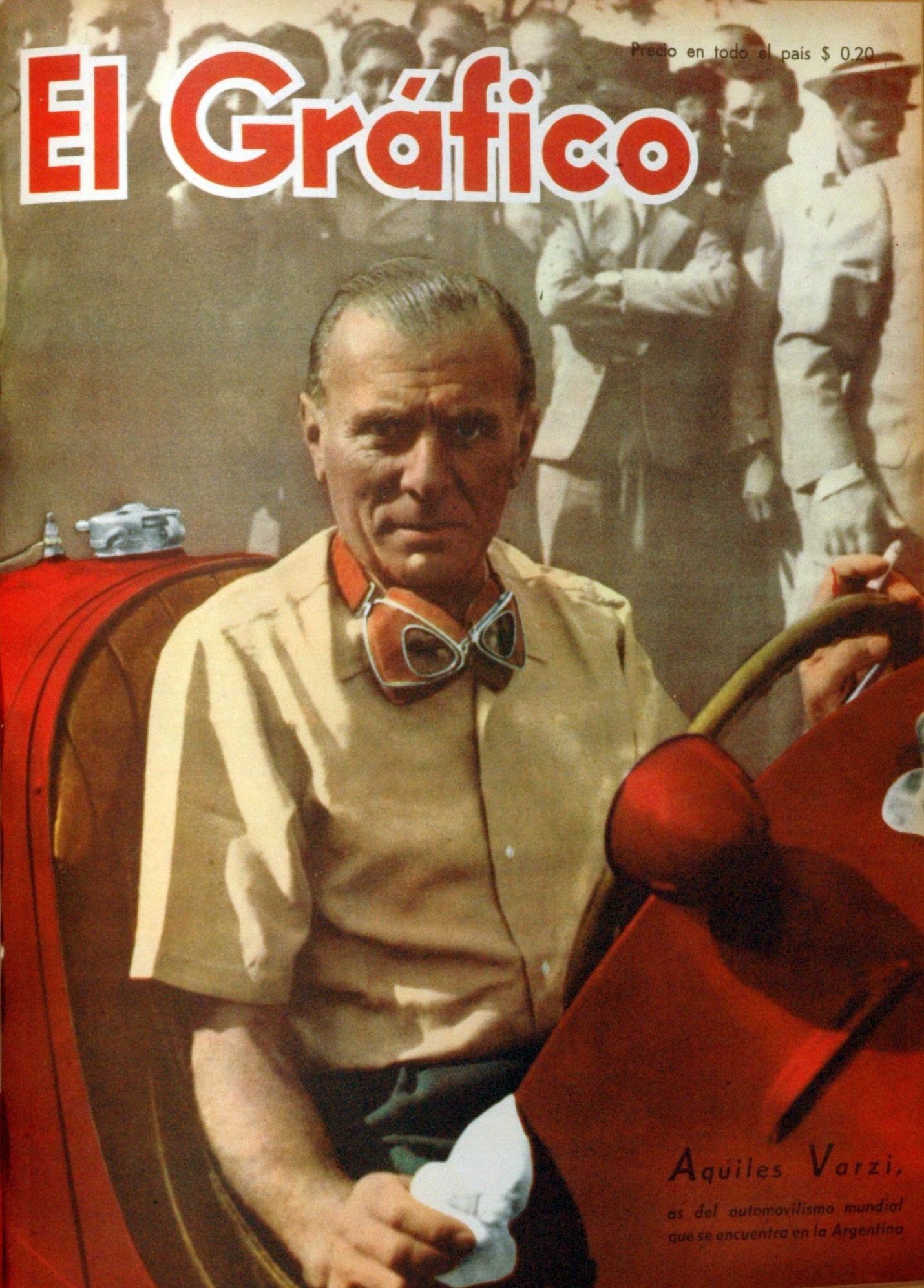
Achille Varzi - El Gráfico (1947)

## Motocyklová kariéra
Jako mladý muž byl úspěšným motocyklovým závodníkem na strojích Garelli, Norton, Moto Guzzi a Sunbeam. Brzy vyhrál a získal své první vítězství na okruhu Tigullio v roce 1922 s Garelli 350. Na Garelli 350 ccm skončil 18. března 1923 ještě jako 18letý na okruhu Rapalli dlouhém 70 km po 5 kolech (350 km) na 2. místě, na cremonském okruhu u Milána 7. května skončil na stejném stroji (5 kol, 314,94 km) na 3. místě, v závodě do vrchu Parme-Poggio Berceto třistapadesátky vyhrál. Koncem května skončil na Garelli 3. v závodě třído do 350 ccm na okruhu Tortona u Milána. V roce 1923, ve věku 19 let, vyhrál italský šampionát 350, vyhrál v Perugii, Busto Arsizio, Padově, Parmě-Poggio Berceto. a Lario. Koncem roku závodil s 500 ccm Norton ve Velké ceně národů v Monze. Později se dostal až do týmu Norton, v jehož barvách v roce 1924 vyhrál Grand Prix Reale of Catalunia ve Španělsku. Na Sunbeamu 13. října 1924 vyhrál na okruhu Campi Flegrei třídu do 500 ccm, což byl poslední závod mistrovství Itálie. V celkovém pořadí obsadil v šampionátu 2. místo (15 b.) za nějakým Nuvorarim (22 b.). Od roku 1924 jel sedmkrát slavnou Tourist Trophy na Isle of Man TT. V roce 1924 vyhrál ve třídách 350 i 500 a vyhrál Nisbet Shield na Tourist Trophy. V roce 1925 jezdil za Sunbeam, ale byla to bezútěšná sezóna s vítězstvím na Novaře a návštěvnickým pohárem (Visitors Cup) pro nejlepšího zahraničního jezdce na Tourist Trophy. V roce 1926 na Tourist Trophy na Sunbeamu dojel jako 7. a opět získal návštěvnický pohár. Při Velké ceně národů na Sunbeamu 500, která se jela 5. září v Monze Varzi zvítězil v průměrné rychlosti 135,275 km/h (400 km za 2:57:29,4 h). Toho roku zaznamenal vítězství na Stradelle, na okruhu Belfiore, v Lodi, na Jadranském okruhu a na zmíněné Monze, po skvělém souboji s Arcangelim a stal se italským šampioném v třídě do 500 ccm. V roce 1927 na TT skončil jako 5. na Motto Guzzi. Zvítězil na okruhu Savio v třídě do  250 ccm. Poslední motocyklový závod zřejmě v roce 1928 jel na okruhu Circuito del Lario, kde Varzi na Bianchi vyhrál třídu do 350 ccm. Husarský kousek mu podařil 22. září 1929, kdy na Sunbeamu 500 vyhrál motocyklovou Velkou cenu na Monze v průměrné rychlosti 137,606 km/h a nejlepší kolo zajel v průměru 151,77 km/h. Kouzlo spočívalo v tom, že o týden dříve na stejném okruhu vyhrál s Alfou Romeo automobilovou Velkou cenu Monzy, čímž prokázal, že je stejně brilantním závodníkem na motocyklu, jakož i na automobilu. Souběžně na motocyklech i automobilech závodil ještě v roce 1930, více však s auty. Vyhrál po 225 km na okruhu u Livorna Velkou motocyklovou cenu Itálie, když na Sunbeamu v kategorii do 500 ccm zajel nejlepší čas dne.

## Závodní kariéra (1926-1938)
Kariéra Achille Varziho byla nabitá úspěchy. Tento Ital vyhrál bezpočet Velkých cen Grand Prix, dvakrát Targa Florio, jednou Mille Miglia a mnoho dalších závodů. Stal se také třikrát italským mistrem 
Už v roce 1926 jel první závod, o Velkou cenu Milána (12. září) s vozem Bugatti T37A, ale před čtvrtinou závodu odpadl pro poruchu ložiska. V roce 1928 přešel zcela na automobilové závody, kde byl následujících deset let rivalem Tazia Nuvolariho, Rudolfa Caraccioly a Bernda Rosemeyera . 
Na Bugatti Type 35C odjel 11. března 1928 za stáj Scuderia Nuvolari 4. Velkou cenu v Tripolisu (3. místo), potom skončil na 2. místě ve Velké ceně Alessandrie, ale brzy přešel na Alfu Romeo P2, se kterou skončil rovněž na 2. místě ve Velké ceně Evropy, která se jela 9. září v Itálii na okruhu v Monze. V italském šampionátu automobilů v tomto roce obsadil dělené 3. místo za Giuseppem Camparim a Nuvolarim.
Během italské závodní sezóny v roce 1929 dosáhl čtyř vítězství v Grand Prix, na okruhu Pietra Bordina v Alessandrii (21. dubna), na okruhu Tři fontány ve Velké ceně Říma, v rekordní čase 3:03:10,2 h a v průměrné rychlosti 128,692 km/h, čímž překonal loňský rekord Chirona (26. května), na okruhu Montenero u Livorna v závodě Coppa Ciano opět v rekordním čase a v průměru 87,175 km/h (21. července) a na oválu v Monze při Velké ceně Monzy (15. září). Všechny tyto závody odjel s osmiválcovou, dvoulitrovou Alfa Romeo P2 v týmu SA Ital. Ing. Nicola Romeo. S Alfa Romeo 6C-1750 SS dojel v dubnu společně s Colombem na 3. místě v Mille Miglia. Na Targa Florio se mu nazadařilo, skončil na Alfě ve 4. z 5. kol. V tomto závodě zvítězil již podruhé Albert Divo a na skvělém 5. místě dojel závodící gynekolog, doc. Dr. Otakar Bittmann na Bugatti T35B, který byl později bohužel diskvalifikován. V Cremoně 29. září překonal italský rekord na 10 km v třídě vozů do 2 l, když dosáhl času 2:41,5 min a průměrné rychlosti 222,91 km/h. Zúčastnil se 6. června také závodu do vrchu v Terstu (Trieste-Opicina, 5. ročník, 13,5 km) a na voze Alfa Romeo 6C 1750 SS jej vyhrál. Na konci sezóny byl Varzi poprvé korunován italským šampionem.

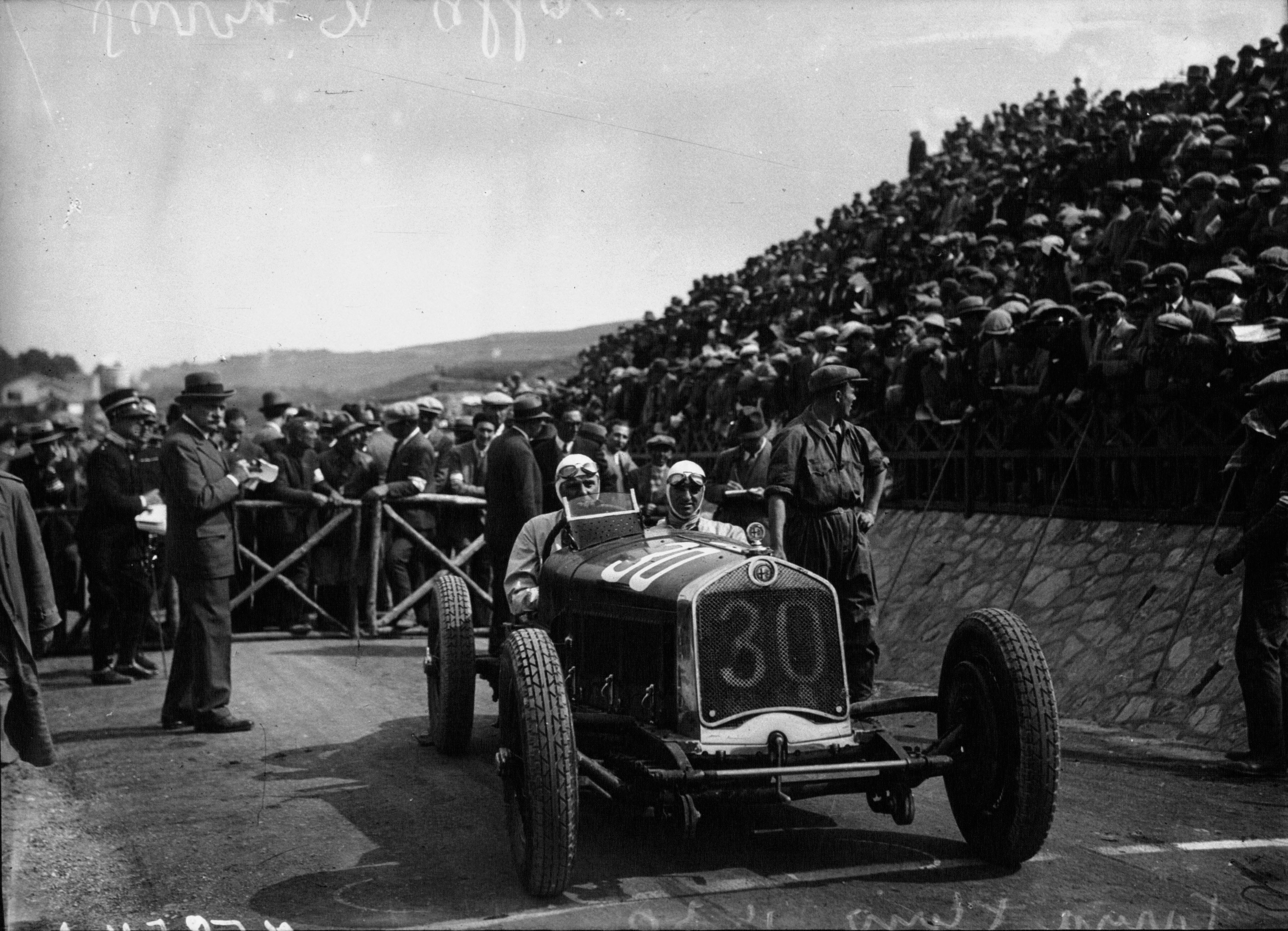
Achille Varzi a jeho Alfa Romeo Tipo P2 v Targa Florio 1930

V roce 1930  šestadvacetiletý Varzi ve svých vítězstvích pokračoval, celkem toho roku z osmi svých startů zaznamenal 5 vítězství a stal se nejúspěšnějším jezdcem roku 1930. V 6. ročníku Velké ceny Tripolisu 23. března sice na soukromém Bugatti T35C nedojel pro poruchu motoru do cíle, ale 21. dubna si to vynahradil vítězstvím v Grand Prix Pietra Bordina na paměť znamenitého automobilového závodníka v závodě o Bordinův pohár v Alessandrii. To jel jako soukromý jezdec s Alfou P2 a mimo přesvědčivého vítězství (téměř o 5 minut) zajel i nejrychlejší kolo závodu. Na továrním voze Alfa Romeo P2 (SA Alfa Romeo) slavně vyhrál 10. května po téměř 7 hodinách 22. ročník Targa Florio a také zde zajel v rekordním čase nejrychlejší kolo závodu. To, v co doufaly desetitisíce fanoušků, se stalo skutečností. Vítězství si odnesl italský řidič v červeném italském autě. Obrovský dav se radoval a mával svými italskými vlajkami. Varziho obdivovatelé ho doslova vytáhli z auta a zvedli na ramena. Toto těžce vybojované vítězství si plně zasloužil. S průměrem 78,023 km/h vylepšil Varzi rekord Diva z roku 1929 o více než 20 minut a překonal všechny dosavadní rekordy.

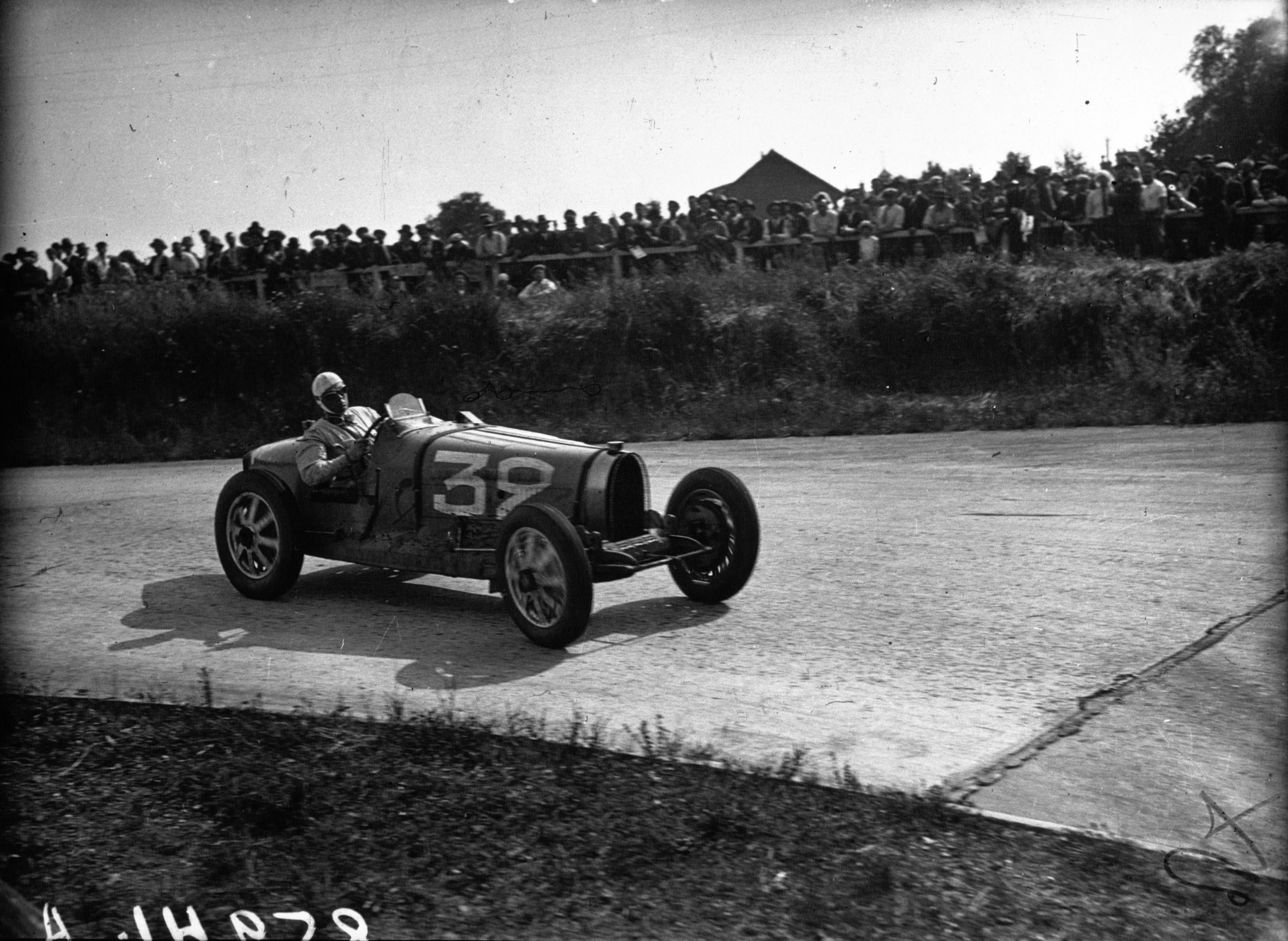
Achille Varzi na Grand Prix Francie 1931 s vozem Bugatti T 51

V následujících GP Říma (porucha spojky) a v Coppa Ciano (porucha diferenciálu) nedojel do cíle, ale potom - po změně vozu a stáje - v rychlém sledu vyhrál 3 Velké ceny za sebou Coppa Acerbo (17. srpna), Monza (7. září) a v GP Španělsku na okruhu Lasarte v San Sebastianu (5. října). Za Officine Alfiero Maserati s novým vozem Maserati 26M (osmiválec o zdvihovém objemu 2,9 l a výkonu 170 kW/230 k) jezdil ještě lépe než s Alfou. Za rok 1930 získal titul mistra Itálie v závodech automobilů. Byl vyhlášen italským šampionem pro rok 1930 tím, že dosáhl čtyř vítězství (Alessandria, Targa Florio, Pescara a Monza). Továrna Maserati se tehdy stala absolutním vítězem italského šampionátu výrobců s pěti vítězstvími (Tripolis, Řím, Livorno, Pescara a Monza)..
Sezonu 1931 zahájil 29. března vítězstvím na okruhu Kartágo ve Velké ceně Tunisu na soukromém Bugatti T51. Tento vůz, po následujícím angažmá ve stáji Automobiles Ettore Bugatti, od něj koupil Jiří Kristián Lobkowicz, který na něm dosáhl životního úspěchu při v II. ročníku závodu na Masarykově okruhu, kde obsadil 4. místo, což je společně Janem Kubíčkem (4. místo na Masarykově okruhu v roce 1930) nejlepším výsledkem, kterého dosáhl český jezdec na tratích Grand Prix.  Na tovární Bugatti T51 (Automobiles Ettore Bugatti, tovární jezdci 1931 byli Albert Divo, Louis Chiron, Achille Varzi, Guy Bouriat a Conte Conelli) dojel na 3. místě ve Velké ceně Monaka (19. dubna), když až do 29. kola (ze 100) byl ve vedení. Potom Varzi zastavil v depu poté, co při nárazu na obrubník prorazil levou přední pneumatiku a rozbil hliníkový disk kola (propadl se na 6. místo). Postupně se přeci jen "vyškrábal" na stupně vítězů. S tímto vozem vyhrál GP Alessandrie (26. dubna), GP Říma (7. června) a GP Francie (21. června). Francouzská Velká cena se jela na okruhu v Linas-Montlhéry u Paříže na 10 h, vítězové Varzi se Chironem ujeli 100 kol a urazili vzdálenost 1258,8 km. Na stupních vítězů ještě byl mimo Monaka 10. května na Targa Florio (3. místo) a 19. června na GP Německa (3. místo). Od září Bugatti do závodů nasadil nový typ Bugatti Type 54. Na 4. ročníku GP Monzy 6. září Achille Varzi obsadil 3. místo a Louis Chiron 7. místo. Se starší Bugatti T51 startoval Varzi 27. září na 2. ročníku Masarykova okruhu. Po 1. kole jel na 3. místě, ale během 2. kola došlo k nehodě, která v podstatě vyřadila tři nejlepší závodníky. Fagioliho Maserati před vjezdem do Nového Lískovce poškodilo dočasnou dřevěnou lávku pro pěší a zatarasilo silnici. Když se Varzi a Nuvolari o chvíli později prohnali zatáčkou, nebyli schopni před zatarasenou silnicí zastavit. Nuvolari poškodil zadní nápravu své Alfy, zatímco Varzi na Bugatti ohnul "jen" některá kola. Potom Varzi zastavil v boxech a nechal si vyměnit tři kola za pouhé dvě minuty a poté se vrátil do závodu. Ve čtvrtém kole se Varzi ještě jednou zastavil v boxech na kontrolu. Jeho auto bylo příliš poškozeno a Varzi odstoupil ze závodu. V tomto roce Varzi vyhrál "jen" 3 Velké ceny a čtyřikrát skončil na 3. místě. V mistrovství Evropy automobilů, kam se započítávaly GP Itálie, Francie a Belgie obsadili Varzi/Chiron dělené 4. místo společně Nuvolarim (13 bodů). V tomto roce zaznamenal i triumf v závodě do vrchu Susa-Moncenisio (12. ročník, 22,1 km), kde na Bugatti T 51 vyhrál. Byl jeho druhý a poslední vítězný závod, který v závodech do vrchu zaznamenal.

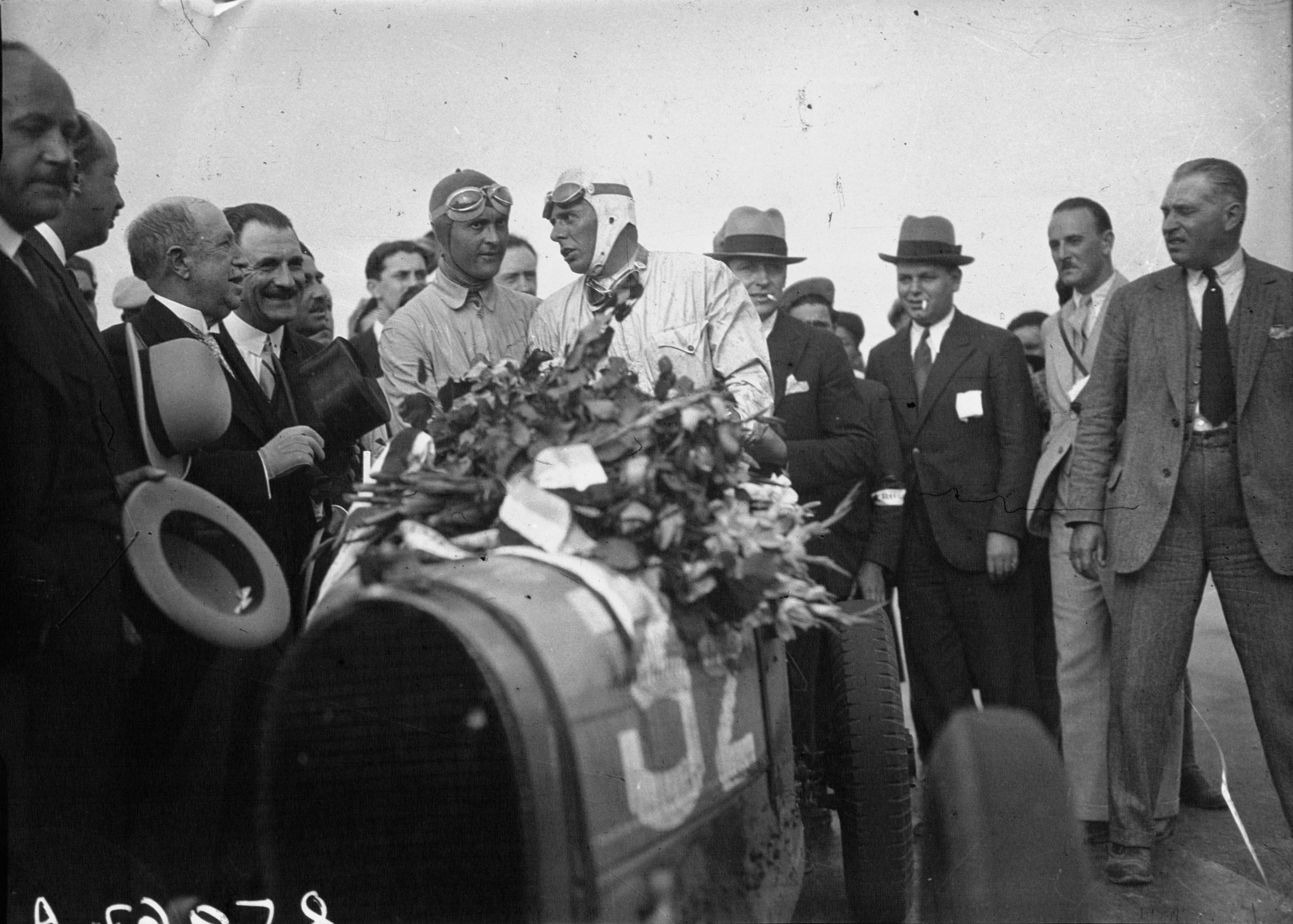
Varzi a Chiron (zprava), vítězná posádka na Grand Prix Francie 1931 (Bugatti Type 51)

V roce 1932 se opět konalo mistrovství Evropy pořádané mezinárodní sportovní komisí AIACR. Achille Varzi na továrním Bugatti T54 (Automobiles E. Bugatti) v něm obsadil 9.-11. místo s 19 body. Do šampionátu se započítávaly GP Itálie, GP Francie a GP Německa. V těchto závodech Varziho opustilo štěstí, protože v Itálii a Francii bodoval jen částečně a v Německu nestartoval. Toho roku vyhrál pouze nemistrovskou Velkou cenu Tunisu a 3. skončil na Targa Florio. V brně na 3. ročníku Masarykova okruhu měl opět smůlu. Varzi hned od začátku závodu ukázal, že není ve své kůži a po dvou kolech odstoupil kvůli zranění oka.

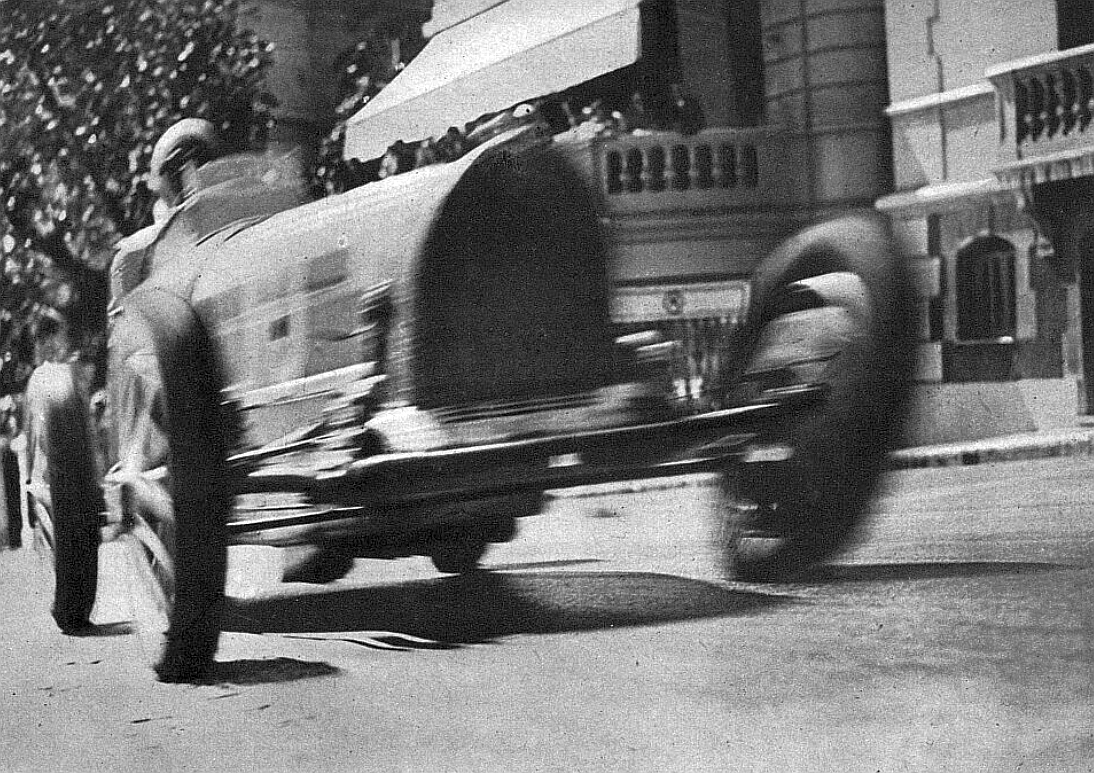
Achille Varzi na trati Grand Prix Monaka (1933)

Pro sezónu 1933 mistrovství Evropy nebylo vypsáno. Varzi zaznamenal 2 vítězství: Velká cena Monaka na Bugatti T51 (23. dubna) a na témže voze vyhrál Velkou cenu Tripolisu (7. května). Velká cena Monaka byla prvním závodem, v němž pořadí na startovním roštu určovaly časy dosažené v tréninku. Na pole position stál Achille Varzi s Bugatti, ale po startu proklouzl do čela z 2. řady Nuvolari s Alfou Romeo Tipo B/P3. Rozvinul se mezi nimi souboj, jakých bylo v celé historii závodů málo. Po celý závod se střídavě předjížděli a nikdy mezi nimi nebyla vzdálenost větší než délka vozu. Motor Nuvolariho vozu však pekelnému tempu podlehl 2 kola před cílem (v 98. kole) a Varzi v rekordním průměru 91,8 km/h zvítězil a ještě zajel v 99. kole nejrychlejší kolo za 1:59 min (96,2 km/h). Velká cena Tripolisu byla kromě Ameriky první závod Grand Prix, který se jel mimo území Evropy. Premiéra však dopadla neslavně, ba přímo skandálem. Aby se publicita závodu zvýšila, byla vypsána národní loterie tak, že "vítězným" losem byl ten, který měl na něm uvedeno jméno jezdce, který v závodě zvítězí. Jistý obchodník z Pisy si vytáhl los se jménem Varziho. Nelenil a zavolal mu do Tripolisu, aby podplatil ostatní jezdce a aby ho nechali vyhrát. Nabídl polovinu výhry z 80000 anglických liber. Nešťastný Varzi podlehl a učinil tak jak pan obchodník naplánoval. Závod se stal fraškou, Nuvolari a Borzacchini znatelně v závěru zvolnili, aby je Varzi s pokašlávajícím motorem předjel. Varzi zvítězil, ale celá transakce se prozradila a dotčení účastníci naštěstí vyvázli jen s podmínkou.  Na 2. místě skončil Varzi v Belgii (Spa-Francorchamps, 9. července), 4. místa obsadil  na Coppa Acerbo (Grand Prix Pescary, 15. srpna) a ve Španělsku (Circuito de Lasarte - San Sebastian, 24. září) na novém Bugatti T59 (osmiválec 2,8 l). Ještě předtím jel 3. ročník závodu na Avusu o Velkou cenu ADAC (21. května), který s Bugatti T54 vyhrál. Roky 1931-33, kdy byl továrním jezdcem Bugatti, nelze zařadit mezi příliš úspěšná léta jeho kariéry. Na konci roku stáj Bugatti opustil. 

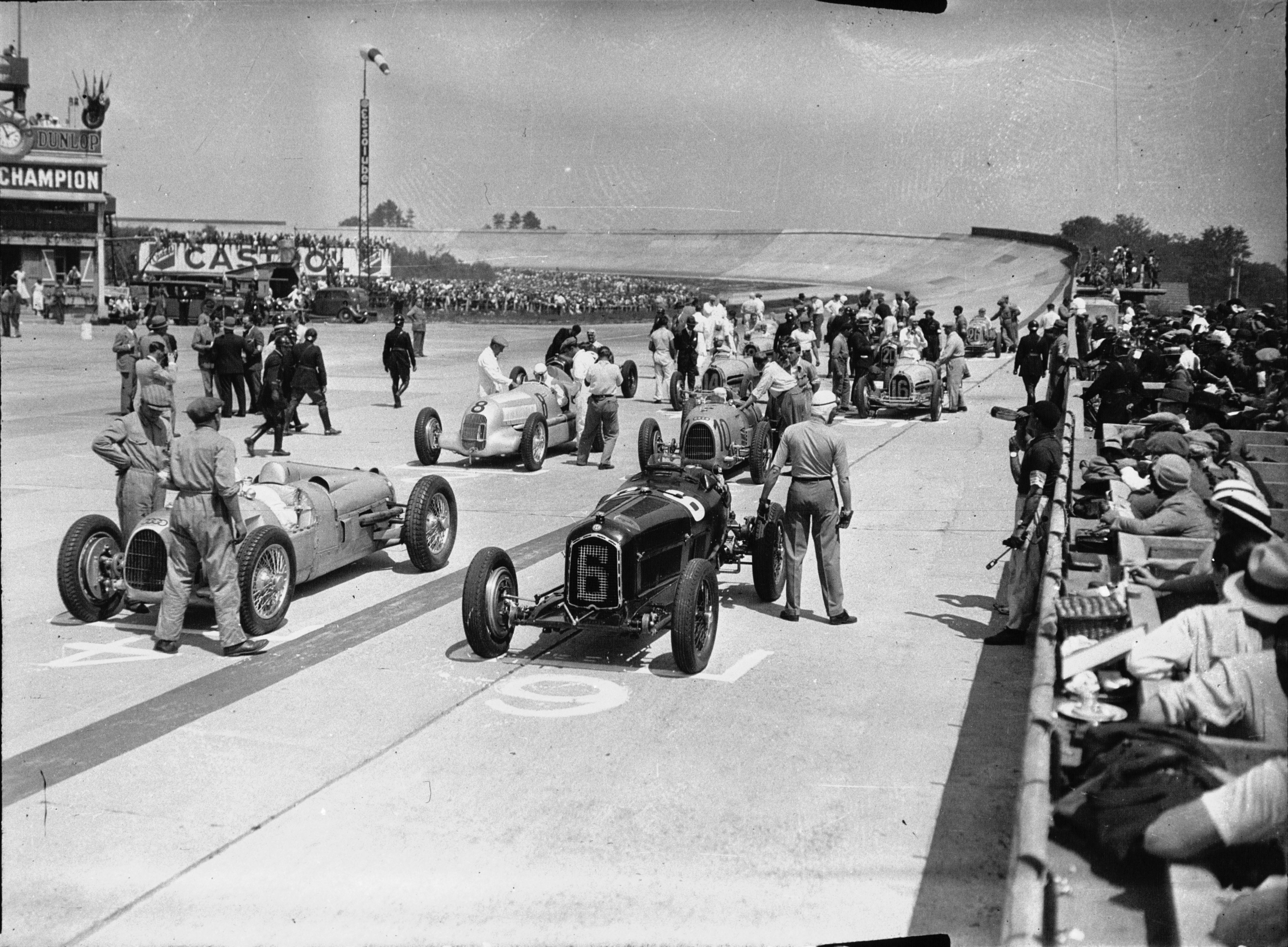
Grid Velké ceny Francie 1934. Na pole position Achille Varzi, Alfa Romeo Tipo B/P3 (st. č. 6)

Na rok 1934 podepsal Varzi smlouvu se stájí Scuderia Ferrari, kterou řídil Enzo Ferrari. Ta používala nově upravené vozy Tipo B/P3 Monoposto s výkonnější 2,6 l později 2,9litrovou verzí osmiválcového motoru (Alfa Romeo Tipo B/P3). Varzi ale zahájil sezonu na sportovním voze. Varzi dosáhl vítězství 7.-8. dubna v závodě sportovních vozů na Mille Miglia, kde jeho spolujezdcem byl mechanik Amedeo Bignami. Na voze Alfa Romeo 8C 2600 Monza spyder Brianza (2557 cm³) ujeli trať za 14:08:05 h a dosáhli průměrné rychlosti 114,307 km/h. Varzi vyhrál toho roku šest Grand Prix s vozem Alfa Romeo Tipo B/P3 Velkou cenu Bordino v Alessandrii (22. dubna), v Tripolisu v průměrné rychlosti 187,1 km/h, ale jen o 2 desetiny vteřiny před Guy Mollem (6. května), Targa Florio (20. května), Penya Rhin na okruhu Montjuïc v Barceloně (17. června), na okruhu Montenero Coppa Ciano (22. července) a v 2. ročníku Velké ceny Nice (19. srpna). V Brně (5. ročník) se mu konečně podařilo dokončit závod na klasifikovaném místě. Startoval z 1. řady na roštu, ale na startu notně protočil kola a zaujal po 1. kole až 5. místo se ztrátou 44 vteřin na vedoucího Stucka. Na tomto 5. místě dojel i do cíle. To bylo jeho jediné klasifikované umístění z 5 startů v Brně. Varzi toho roku opět vyhrál závodní šampionát Itálie (mistrovství Evropy se toho roku nekonalo). Trvale se však zapsal do dějin automobilových závodů do té doby neuskutečněným dvojitým vítězstvím. Vyhrál totiž jako první jezdec historie v jednom roce 2 nejobtížnější italské závody Mille Miglia a Targa Florio. Takový "double" úspěch později zopakovali o mnoho let později v letech 1948-9 Clemente Biondetti a v roce 1955 Stirling Moss. Přestože se Ferrariho tým s vozy Alfa Romeo B/P3 ukázal v roce 1934 ještě jako konkurenceschopný, Varzi se překvapivě rozhodl připojit k německému týmu Auto Union a závodit za něj v letech 1935 až 1937.
Závodní vozy Auto Union vstoupily do sezóny 1935 s typem Auto Union Typ B, což byla varianta Auto Union Typ A vylepšená o 56 různých změn, včetně zvýšení objemu motoru na 4,9 litru. Později v sezóně se objevila i varianta motoru se zdvihovým objemem 5,6 litru. Tým si zachoval služby Hanse Stucka a Hermanna zu Leiningen a podepsali novou smlouvu s Achillem Varzim. Jako rezervu si tým vybral soukromého jezdce Paula Pietsche a mladého motocyklového závodníka Bernda Rosemeyera. V závodech mistrovství Evropy to byl pro Varziho celkem neúspěšný rok. Nedojel v GP Itálie a Španělska. Nejlepšího umístění dosáhl v GP Švýcarska (4. místo) a k tomu přidal 5. místo ve Francii a 8. místo v Německu. V celkovém pořadí ME skončil na 7.-9. místě s 39 body. V nemistrovských závodech zvítězil ve Velké ceně Tunisu (5. května) a ve Velké ceně Coppa Acerbo (15. srpna), 2. místo obsadil ve Velké ceně Tripolisu (12. května), 3. místo na Avusu (26. května) a 9. místo na ADAC Eifelrennen (16. června). Na závěr sezony se elita sjela do Brna na Masarykův okruh (Velká cena Masarykova 1935). Už v tréninku došlo k senzaci. V programu pro diváky byla srovnávací tabulka, z níž se podle dosaženého času na jedno kolo dala určit průměrná rychlost, kterou daný vůz okruh projel. Tabulka byla sestavena i s rezervou takových časů, u kterých se předpokládalo, že je nikdo nemůže dosáhnout. To platilo do okamžiku, než vyjel na trať Varzi s Auto Unionem Typ B (pětilitrový šestnáctiválec do V). Ten totiž zajel čas, který v tabulce vůbec nebyl! Ale v samotném závodě se Varzimu nedařilo, protože odpadl v 12. kole ze 17 pro poruchu převodovky na voze.

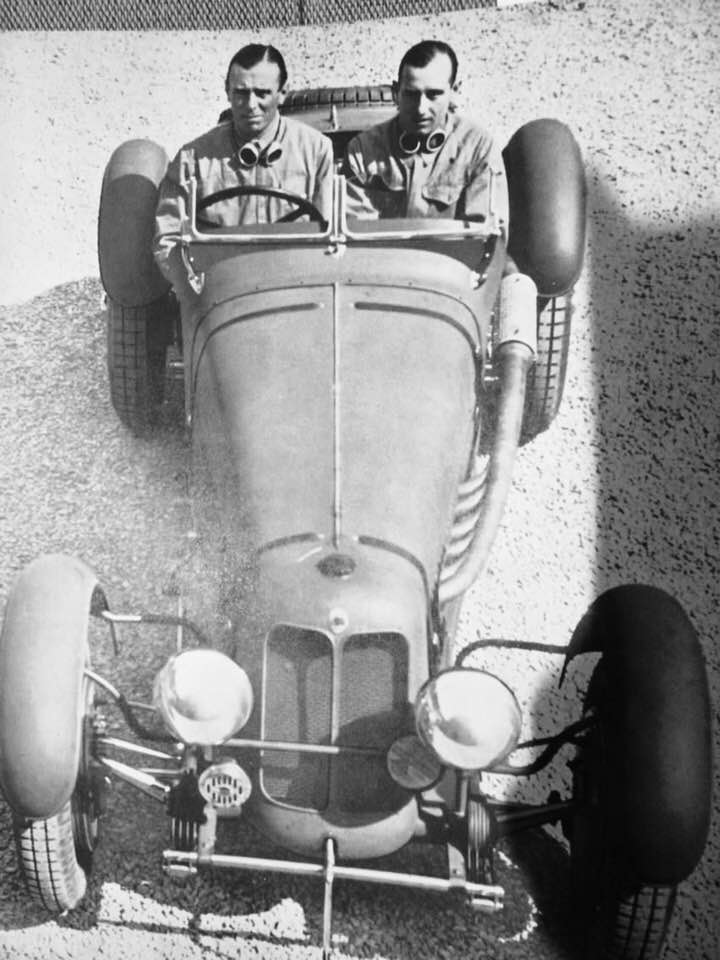
Varzi-Bignami na Maserati 6C-34 (1935).

Jeho nejlepším rokem u Auto Unionu byl rok 1936. Auto Union měl pro sezónu 1936 nové auto Auto Union Typ C, s motorem V16 a zdvihovým objemem 6 litrů o výkonu 382 kW/520 k. V mistrovství Evropy bodoval 2. místy na GP Monaka a na GP Švýcarska, částečné body získal na GP Itálie. Celkem dostal 19 bodů a obsadil v konečném pořadí 4. místo, což je jeho nejlepší výsledek v mistrovství Evropy. Mistrem Evropy se stal jeho týmový kolega Bernd Rosemeyer před dalším pilotem stále Auto Union, Hansem Stuckem. Z nemistrovských závodů již potřetí vyhrál Velkou cenu Tripolisu (pokaždé s jiným vozem), 2. místo obsadil v GP Milána (28. června) a 3. místa v GP Budapešti (21. června) a na Coppa Acerbo (15. srpna).
V roce 1937 byl Varzi od Auto Unionu propuštěn, ale na konci sezóny udělal krátký comeback a podepsal kontrakt na dva závody, startoval 12. září na GP Itálie na okruhu Montenero u Livorna, kde obsadil 6. místo. Na nemistrovské Velké ceně Masarykově odjel pouze tréninky, ale v samotném závodě nestartoval. Varzi přijel do Brna se dvěma obvázanými prsty. Během prvního tréninkového dne byl Varzi velmi pomalý a během druhého tréninkového dne prohlásil, že se zraněnými prsty nemůže řídit, a požádal týmového manažera Dr. Karla Ottu Feuereissena o povolení k odjezdu z Brna. V tabulce ME s 36 body obsadil 20.-27. místo. Za Maserati (Officine A Maserati) startoval 25. července a vyhrál s typem 4CM (Voiturette do 1,5 l zdvihového objemu) na okruhu v San Remu. Varzi zmizel ze závodních drah tiše a nenápadně bez velkých komentářů. Důvodem bylo, že propadl narkomanii. Zapadl a žil jen ve vzpomínkách jako jeden z velikánů 30. let.

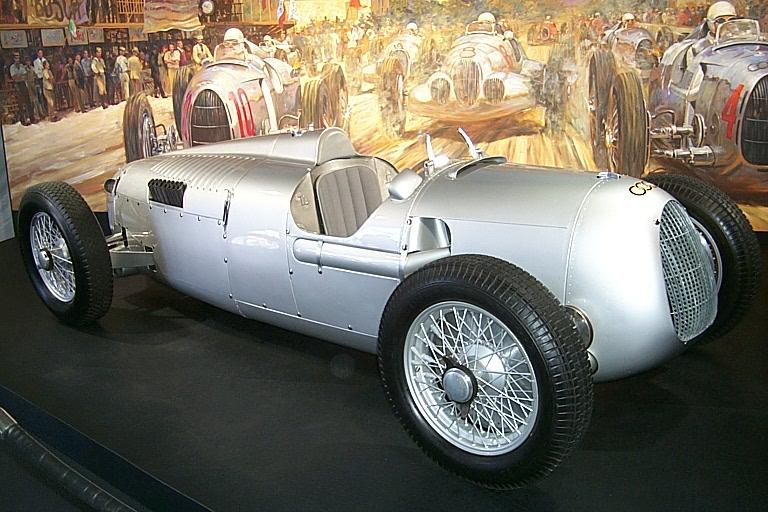
Auto-Union Typ C (Historické muzeum Monterey 1999). Varzi s tímto typem vyhrál Grand Prix Tripolisu (1936)

### Kompletní výsledky Achille Varziho v Mistrovství EvropyAIACR
| Legenda k tabulce | Legenda k tabulce                                                                       |
| Barva             | Výsledek                                                                                |
| ----------------- | --------------------------------------------------------------------------------------- |
| Zlatá             | Vítěz                                                                                   |
| Stříbrná          | 2. místo                                                                                |
| Bronzová          | 3. místo                                                                                |
| Zelená            | Bodované umístění                                                                       |
| Modrá             | Nebodované umístění                                                                     |
| Modrá             | Dokončil neklasifikován (NC)                                                            |
| Fialová           | Odstoupil (Ret)                                                                         |
| Červená           | Nekvalifikoval se (DNQ)                                                                 |
| Červená           | Nepředkvalifikoval se (DNPQ)                                                            |
| Černá             | Diskvalifikován (DSQ)                                                                   |
| Bílá              | Nestartoval (DNS)                                                                       |
| Bílá              | Závod zrušen (C)                                                                        |
| Světle modrá      | Pouze trénoval (PO)                                                                     |
| Světle modrá      | Páteční testovací jezdec (TD)                                                           |
| Bez barvy         | Netrénoval (DNP)                                                                        |
| Bez barvy         | Vyřazen (EX)                                                                            |
| Bez barvy         | Nepřijel (DNA)                                                                          |
| Bez barvy         | Odvolal účast (WD)                                                                      |
| Bez barvy         | Nezúčastnil se (prázdné)                                                                |
| Označení          | Význam                                                                                  |
| Tučnost           | Pole position                                                                           |
| Kurzíva           | Nejrychlejší kolo                                                                       |
| †                 | Jezdec nedojel do cíle, ale byl klasifikován, protože odjel více než 90 % délky závodu. |
| ‡                 | Byl udělován poloviční počet bodů, protože bylo odjeto méně než 75 % délky závodu.      |
| Horní index       | Umístění bodujících jezdců ve sprintu                                                   |

| Rok  | Tým            | Vůz                 | 1             | 2             | 3             | 4             | 5     | 6             | 7             | Umístění v ME | Body |
| ---- | -------------- | ------------------- | ------------- | ------------- | ------------- | ------------- | ----- | ------------- | ------------- | ------------- | ---- |
| 1931 | Usines Bugatti | Bugatti T51         | ITA Ret (DNF) | FRA 1         | BEL Ret (DNF) |               |       |               |               | 4-5           | 13   |
| 1932 | Ettore Bugatti | Bugatti T54         | ITA Ret (DNF) | FRA Ret (DNF) | GER DNS       |               |       |               |               | 9-11          | 19   |
| 1935 | Auto Union     | Auto Union Typ A, B | MON DNS       | FRA 5         | BEL DNS       | GER 8         | SUI 4 | ITA Ret (DNF) | ESP Ret (DNF) | 7-9           | 39   |
| 1936 | Auto Union     | Auto Union Typ C    | MON 2         | GER DNS       | SUI 2         | ITA Ret (DNF) |       |               |               | 4             | 19   |
| 1937 | Auto Union     | Auto Union Typ C    | BEL DNS       | GER DNS       | MON DNS       | SUI DNS       | ITA 6 |               |               | 20-27         | 36   |

Poznámka: Bodování Mistrovství Evropy bylo výrazně odlišné od dnešních závodů formule 1. Body byly udělovány takto: 1 bod na 1. pozici, 2 body na 2. pozici, 3 body za 3. místo, 4 body těm, kteří dokončili 75 % závodu, 5 bodů těm, kteří dokončili 50 % závodu, 6 bodů těm, kteří dokončili 25 % závodu, 7 bodů těm, kteří nedokončili 25 % závodu a 8 bodů pro ty, kteří nestartovali (čili čím méně bodů, tím lepší pořadí).

### Další ročníky závodů Grand Prix
| 1933 | Ettore Bugatti   | Bugatti T51, T59                | MON 1 | FRA   | BEL 2         | ITA Ret (DNF) | ESP 4         |       |
| 1934 | Scuderia Ferrari | Alfa Romeo Alfa Romeo Tipo B/P3 | MON 6 | FRA 2 | GER Ret (DNF) | BEL Ret (DNF) | ITA Ret (DNF) | ESP 5 |

### Výsledky v Grand Prix po válce
| Rok  | Tým        | Vůz            | 1     | 2         | 3     | 4       | 5   |
| ---- | ---------- | -------------- | ----- | --------- | ----- | ------- | --- |
| 1947 | Alfa Romeo | Alfa Romeo 158 | SUI 2 | BEL 2     | ITA 2 | FRA DNS |     |
| 1948 | Alfa Romeo | Alfa Romeo 158 | MON   | SUI DNS † | FRA   | ITA     | GBR |

## Smrtelná nehoda
Během tréninkových jízd na Velkou cenu Švýcarska 1948 na trať Bremgarten ve švýcarském Bernu začalo pršet. Varziho Alfa Romeo 158 Alfetta dostala v rychlosti asi 180 km/h na mokrém povrchu smyk, v zatáčce Jordenrampe se několikrát otočila, pak se převrátila a rozdrtila jezdce pod sebou. Varzi utrpěl zranění neslučitelná se životem. První u něho byl Chiron. Varzi zemřel v jeho v náručí.  Byl pohřben ve svém rodném městě. Varziho smrt vedla k tomu, že FIA nařídila nošení ochranných přileb pro závodění, což bylo dříve nepovinné. Firma Alfa Romeo se v roce 1949 po smrti svých tří předních závodníků Achille Varziho, Carla Feliceho Trossiho a Jean-Pierra Wimilleho vzdala další účasti v závodech Grand Prix.
Varziho rakev stála tři dny a noci na podvozku závodního vozu Alfa Romeo v kostele v Galliate a jeho přátelé nad ní bděli. Jeho pohřbu se zúčastnilo asi patnáct tisíc lidí. Část proslovu na rozloučenou u jeho hrobu zněla: „Možná ti bylo souzeno zemřít, Achille, protože ve tvém řízení bylo něco z toho génia, který je jednou z největších záhad přírody, a příroda se snaží zničit ty, kdo se k ní přiblíží příliš blízko. Beethoven byl zasažen hluchotou, když se zdálo, že překonává lidské schopnosti hudebního vyjádření. Galileo byl oslepen, když se pokoušel zkoumat nekonečno a jeho zákony. Leonardo da Vinci měl zmrzačené ruce, když se chystal přiblížit dokonalosti než kdokoli předtím. A ty, Achille, jsi byl také zničen, když ses snažil překročit známé hranice uměle vytvořené rychlosti."
Varzi neměl až na jeden případ za celou dobu závodění jedinou nehodu. Pouze při tréninku na Velkou cenu Tunisu v roce 1936 se u jeho vozu Auto Union zlomil při rychlosti kolem 200 km/h závěs kola a vůz vylétl v divokém přemetu z dráhy. Varzi nezraněn klidně vystoupil z vraku a s cigaretou v koutku úst odešel do depa. Ale ani jeho pověstná rozvaha, promyšlenost, chladnokrevná kalkulace a technická brilantnost ho ve Švýcarsku nezachránila.

## Vzpomínky
V roce 1950 Varziho hlavní mechanik Amedeo Bignami spoluzaložil Scuderia Achille Varzi v Argentině. Tým se v roce 1950 zúčastnil některých závodů Formule 1 s vozy Maserati 4CL a 4CLT a jezdci byli José Froilán González, Antonio Branca, Alfredo Pián a Nello Pagani.  Nejlepším umístěním bylo 7. místo ve Velké ceně Švýcarska. 
V roce 1991 napsal motoristický novinář Giorgio Terruzzi Varziho příběh v knize s názvem Una curva blinde – Vita di Achille Varzi (Nepřehledná zatáčka – Život Achilla Varziho). Dne 5. června 2004 Italská pošta (Poste Italiane) vydala známku připomínající Achille Varziho. Motoklub Achille Varzi u příležitosti 50.výročí úmrtí jezdce (1998) pověřil novináře Gianfranca Capru, aby vytvořil aktualizovanou biografii, která by obsahovala také motocyklovou část jeho kariéry, do níž by poskytl články a fotografie ze svého archivu. Svazek ve skutečnosti poprvé komplexně uvedl a shrnul hlavní výsledky dosažené v motocyklových závodech v letech 1923 až 1930, samozřejmě kromě těch, kterých bylo dosaženo s automobily. 

## Vítězné závody
Během své kariéry se Achille Varzi zúčastnil 139 závodů a vyhrál 33. Mezi jeho hlavních 25 vítězství patří:
- ADAC Avusrennen 1933
- Coppa Ciano 1929, 1934
- Grand Prix Francie 1931
- Mille Miglia 1934
- Grand Prix Monaka 1933
- Grand Prix Monzy 1929, 1930
- Grand Prix Nice 1934
- Grand Prix Penya Rhin 1934
- Grand Prix Pescary (Coppa Acerbo) 1930, 1935
- Grand Prix Říma 1929, 1930
- Grand Prix San Remo 1937
- Grand Prix San Sebastian 1930
- Targa Florio 1930, 1934
- Grand Prix Tripolisu 1933, 1934, 1936
- Grand Prix Tunisu, 1931, 1932, 1935
- Grand Prix Turína 1946 (III. Gran Premio del Valentino)
- Grand Prix Bari 1947 (I. Gran Premio di Bari)

## Galerie
Automobily, na kterých závodil Achille Varzi

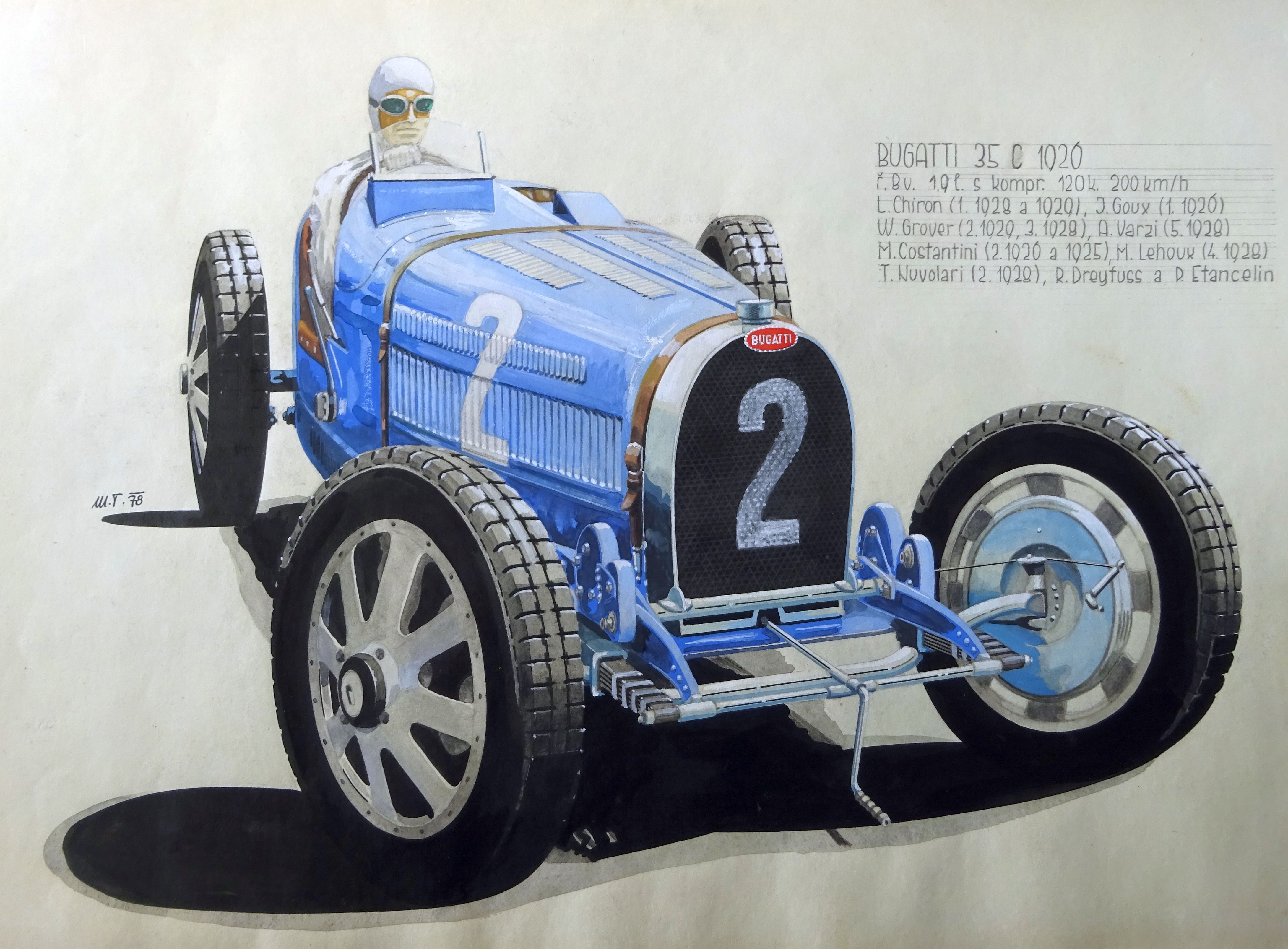
Bugatti Type 35C, Varzi (1928, 1930)
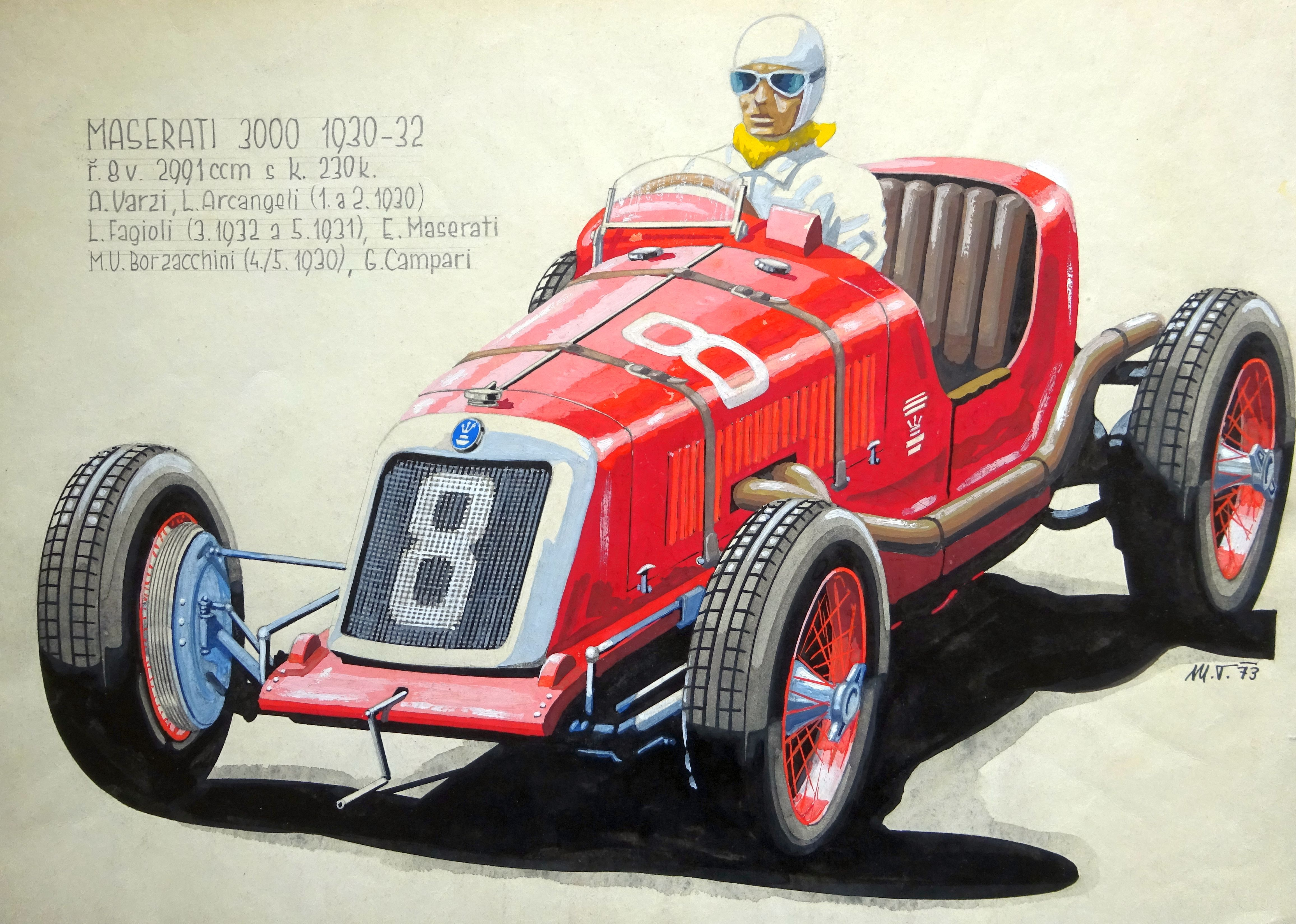
Maserati 26M 3000 (Varzi 1930)
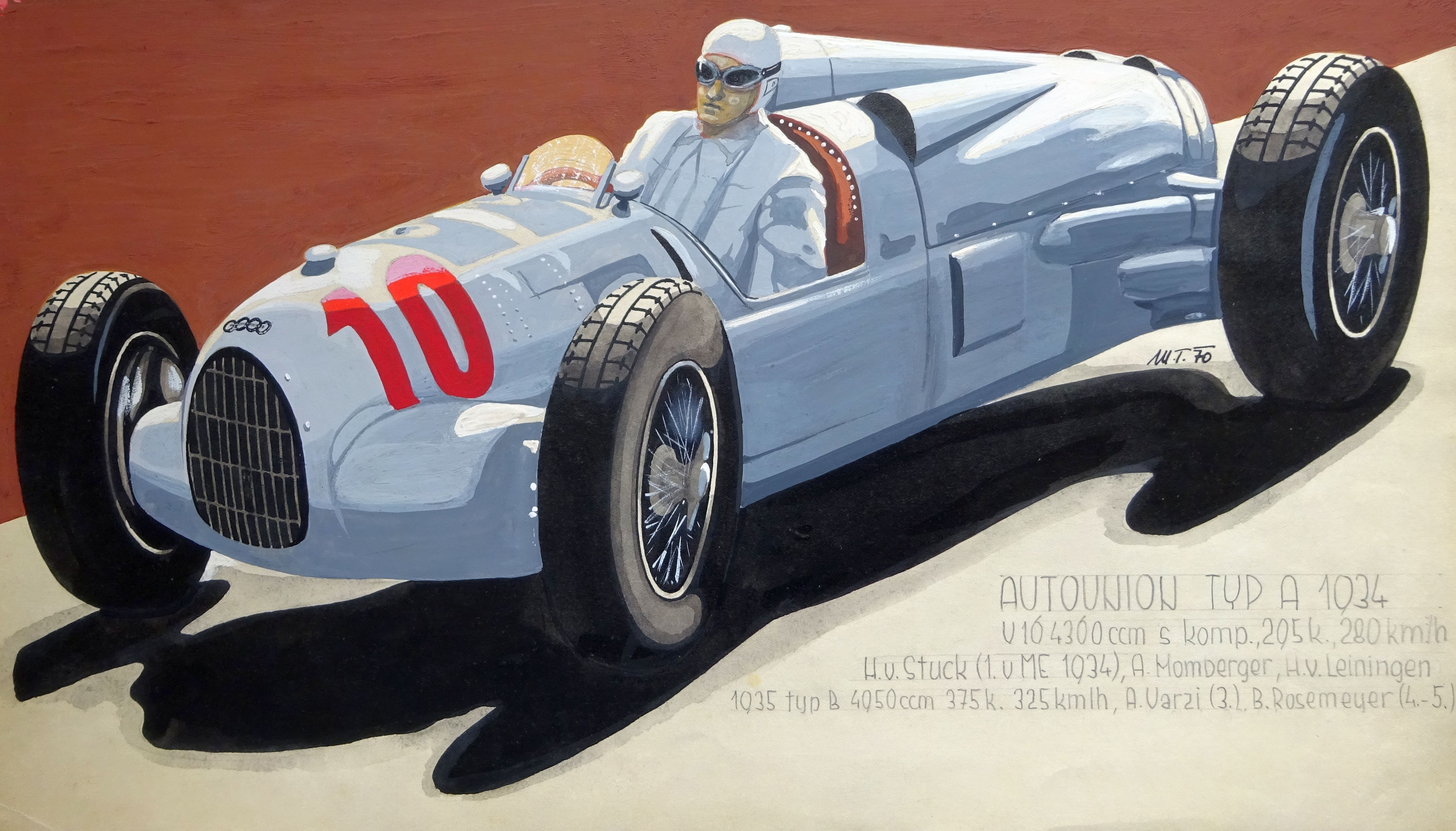
Auto Union Typ A (Varzi 1935)
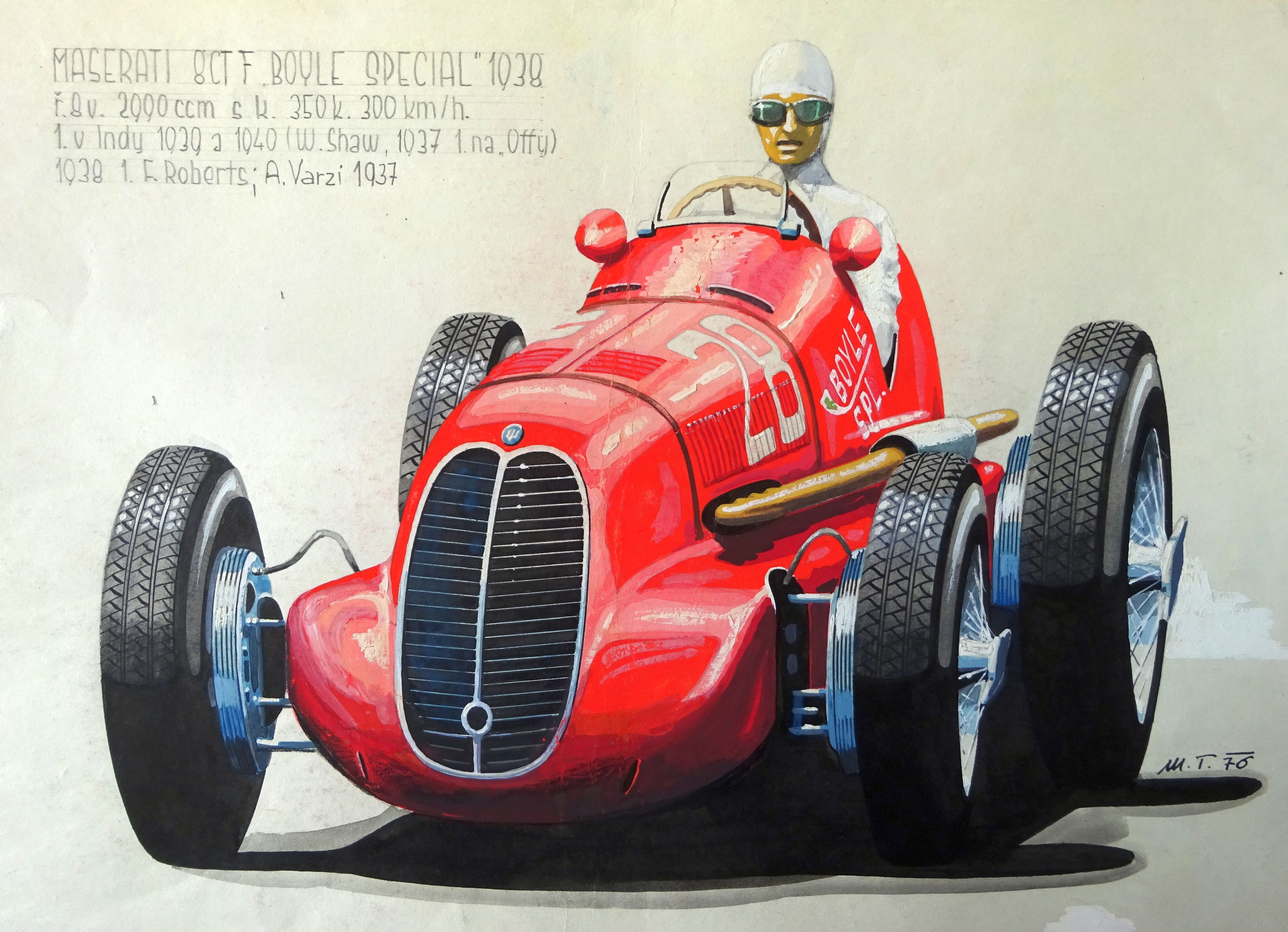
Maserati 8 CTF (Varzi 1937)
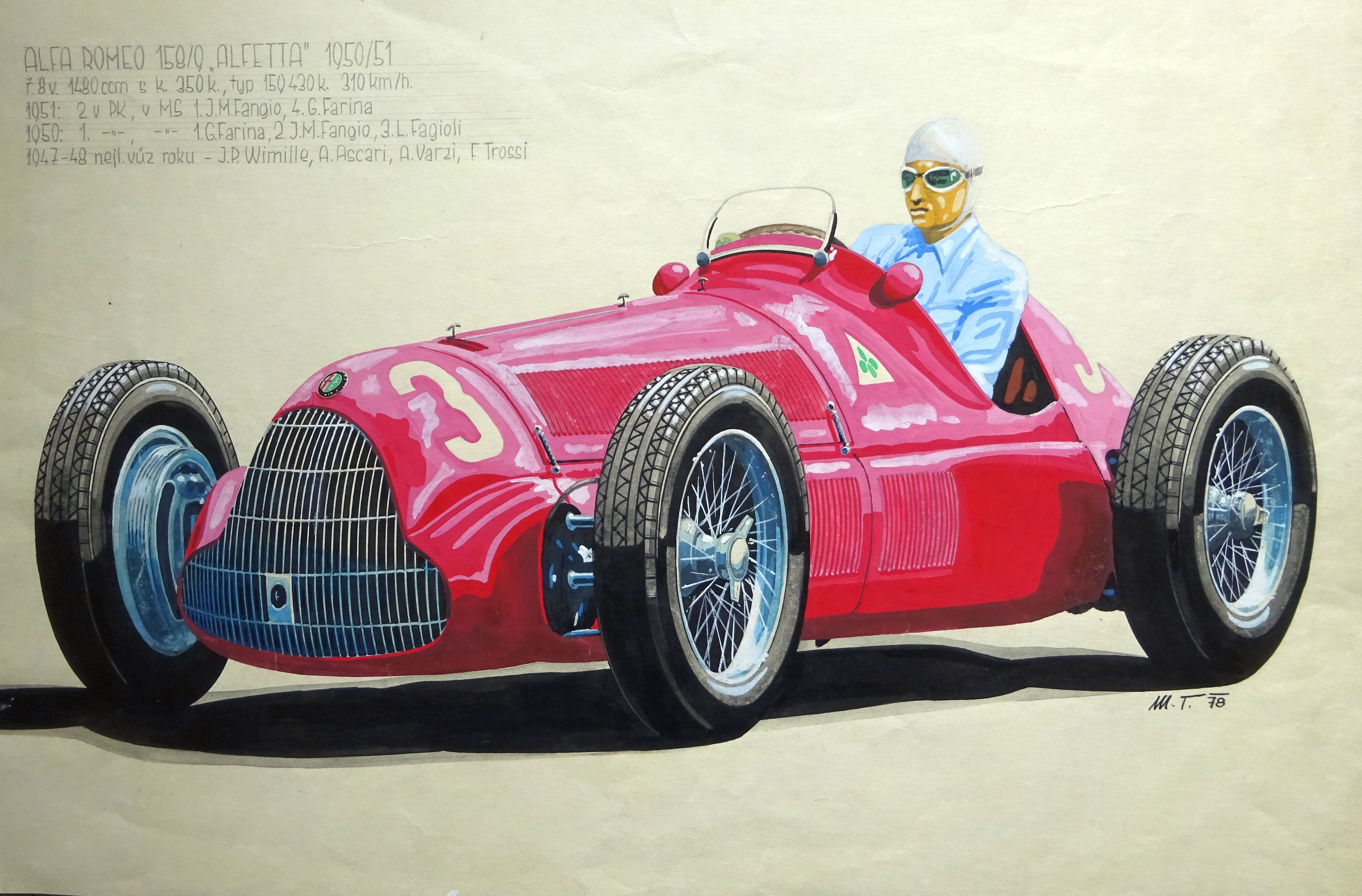
Alfa Romeo 158 Alfetta (Varzi 1947-8)